# Cherish (chanson de Kool and the Gang)
Pour les articles homonymes, voir Cherish (homonymie).
Singles de Kool and the Gang
Fresh
(1985) Emergency
(1985)
Cherish est une chanson du groupe américain Kool and the Gang. Elle est sortie le 29 avril 1985 comme troisième extrait de l'album Emergency.
La chanson est certifiée or aux États-Unis et occupe la première place des classements Billboard Hot Black Singles pendant une semaine et Adult Contemporary pendant six semaines consécutives. Il s'agit du plus grand succès des années 1980 dans le classement Adult Contemporary américain. Cherish atteint également la 2e place du Billboard Hot 100 aux États-Unis et la première place au Canada. C'est également le plus grand succès du groupe en France, atteignant la 11e place du Top 50.
Cherish est une ballade romantique qui s'est avérée populaire lors de sa sortie et qui, depuis, est devenue une chanson souvent utilisée lors de mariages.

## Accueil commercial
Aux États-Unis, Cherish a atteint la deuxième place du classement Billboard Hot 100 en septembre 1985 et est restée trois semaines à cette position, derrière Money for Nothing de Dire Straits,. Elle est numéro un dans les classements Billboard Hot Black Singles et Billboard Adult Contemporary, pendant une semaine et six semaines consécutives respectivement,. Cherish est certifiée disque d'or par la  Recording Industry Association of America pour plus de 500 000 disques 45 tours écoulés. La chanson atteint également la première place des hit-parades canadiens Top Singles et Adult Contemporary du magazine RPM.
Au Royaume-Uni, la chanson atteint la quatrième place du UK Singles Chart et y reste pendant trois semaines. En France, Cherish entre dans le Top 50 à la 30e place le 14 septembre 1985 et atteint la 11e place lors de la neuvième semaine. C'est la chanson de Kool and the Gang qui s'est le mieux classée dans le Top 50. Elle s'est vendue à 250 000 exemplaires en France.

## Liste des titres
| A. | Cherish                | 3:58 |
| B. | Cherish (Instrumental) | 4:34 |

| A. | Cherish (12" Version) | 5:40 |
| B. | Fresh (Misled Medley) | 6:10 |

| A.  | Cherish                    | 4:45 |
| B1. | Fresh (US Remix)           | 6:30 |
| B2. | Celebration (Full Version) | 5:00 |

## Classements et certifications
| Classement (1985–1986)                 | Meilleure position |
| -------------------------------------- | ------------------ |
| Allemagne de l'Ouest (Media Control)   | 5                  |
| Australie (Kent Music Report)          | 8                  |
| Autriche (Ö3 Austria Top 40)           | 3                  |
| Belgique (Flandre Ultratop 50 Singles) | 3                  |
| Canada (Top Singles)                   | 1                  |
| Canada (Adult Contemporary Tracks)     | 1                  |
| États-Unis (Hot 100)                   | 2                  |
| États-Unis (Hot Black Singles)         | 1                  |
| États-Unis (Adult Contemporary)        | 1                  |
| États-Unis (Cash Box Top 100)          | 3                  |
| Europe (European Top 100 Singles)      | 4                  |
| France (SNEP)                          | 11                 |
| Irlande (IRMA)                         | 6                  |
| Pays-Bas (Nederlandse Top 40)          | 4                  |
| Pays-Bas (Nationale Hitparade)         | 3                  |
| Royaume-Uni (UK Singles Chart)         | 4                  |
| Suède (Sverigetopplistan)              | 19                 |
| Suisse (Schweizer Hitparade)           | 2                  |

| Classement (1985)                    | Position |
| ------------------------------------ | -------- |
| Allemagne de l'Ouest (Media Control) | 32       |
| Australie (Kent Music Report)        | 56       |
| Belgique (Flandre Ultratop 50)       | 19       |
| Canada (Top Singles)                 | 6        |
| États-Unis (Hot 100)                 | 17       |
| États-Unis (Hot Black Singles)       | 13       |
| États-Unis (Adult Contemporary)      | 1        |
| États-Unis (Cash Box Top 100)        | 17       |
| France (SNEP)                        | 69       |
| Pays-Bas (Nederlandse Top 40)        | 14       |
| Pays-Bas (Nationale Hitparade)       | 20       |
| Royaume-Uni (OCC)                    | 23       |
| Suisse (Schweizer Hitparade)         | 18       |

### Certifications
| Région                                | Certification | Ventes/Streams |
| ------------------------------------- | ------------- | -------------- |
| Canada (Music Canada)                 | Platine       | 100 000^       |
| États-Unis (RIAA)                     | Or            | 1 000 000^     |
| Royaume-Uni (BPI)                     | Argent        | 250 000^       |
| ^Mise en rayon selon la certification |               |                |